# Драган Джилас
Драган Джилас (нар. 22 лютого 1967, Белград) — сербський політик, глава міста Белграда з липня 2008 по листопад 2013.

## Політична кар'єра
У 1989 році був одним із засновників «Радіо-Б92», де став незабаром одним з редакторів програм.
На початку 90-х рр.. Драган Джилас був одним з політичних супротивників Слободана Мілошевича. У 1991–1992 рр.. став одним з лідерів студентських протестів у Белграді.
У 2004 році він став членом Демократичної партії. 1 жовтня 2004 він був призначений начальником Народної канцелярії, органу створеного тоді тільки нещодавно обраним президентом Сербії — Борисом Тадичем. Драган Джилас покинув цей пост в травні 2007 року. З січня 2007 року став міністром без портфеля.
19 серпня 2008 депутати Скупщини Белграда 58 голосами обрали Драгана Джиласа на пост Глави міста, Мілана Кркобабича його заступником, і, разом з ними членів Міського віче. Депутати від партії СРС і ДСС-НС на голосуванні не були присутні.

## Загальні відомості
Закінчив середню школу в Белграді, а потім Машинобудівний факультет Університету Белграда за спеціальністю «Авіабудування».
Драган Джилас розлучений. Він батько двох дочок, Софії і Йовани.
Драган Джилас не є родичем відомого югославського політика і дисидента Мілована Джиласа.